# Vincent Kennett-Barrington
Vincent Hunter Kennett-Barrington (Bagni di Lucca, Italia, 3 de septiembre de 1844 — Dorchester on Thames, Inglaterra, 13 de julio de 1903) fue un abogado, hombre de negocios, humanitario y político británico. Persona políglota, fue comisionado del Comité Internacional de la Cruz Roja en Ginebra para la organización de hospitales, cuerpos de ambulancias y socorro a heridos y enfermos.

## Biografía
Nació en Italia y era el hijo mayor de Vincent Frederick Kennett, un capitán retirado de East India Company, miembro de la Orden de Caballeros Hospitalarios de San Juan, y su esposa Arabella Henrietta nacida Barrington. Su madre era coheredera de Sir Jonah Barrington. Asumió su apellido, adicionalmente al paterno, cuando murió en 1884.
Educado en Eton y Cambridge, fue llamado al colegio de abogados en 1872. Estuvo involucrado en la British League de la Orden del Hospital de San Juan de Jerusalén (organización matriz de la St John's Ambulance) y de la National Aid Society (Sociedad Nacional de Ayuda) que se convirtió en el Cruz Roja. Realizó trabajo humanitario en Francia durante la Guerra franco-prusiana de 1870-71. Posteriormente realizó un trabajo similar durante la tercera guerra carlista en España (1873-1875), la Guerra turco-serbia (1876-1877) y la Guerra ruso-turca (1877-1878).
Regresó al Reino Unido en 1878, casándose con Alicia Georgette Sandeman de familia de viticultores. Sus amplios intereses comerciales le llevarían a ser nombrado miembro de las comisiones de las exposiciones universales de Melbourne (1880), París (1889) y Bruselas (1897). 
En 1883 fue elegido miembro de la Cámara de Comercio e Industria de Londres, convirtiéndose en su vicepresidente en 1889. Fue nombrado caballero en 1886. Es elegido como concejal del Partido Progresista en el Consejo del Condado de Londres de 1890 a 1892. 
En 1892 llegó a Venezuela como apoderado de la Compañía Inglesa La Guaira Harbour Corporation, empresa encargada de la construcción del puerto de La Guaira y de la red ferrocarrilera. Promovió, mediante la presentación de un proyecto de contrato y de estatutos, la fundación de la Cámara de Comercio de Caracas (1893), junto con Juan Esteban Linares, Henry Lord Boulton, Henrique Chaumer, César Müller y Casiano Santana, entre otros. La institución se instaló oficialmente en enero de 1894. Influyó, junto con el Encargado de Negocios de Alemania, conde de Kleist, para que el gobierno venezolano se hiciera signatario de la Convención de Ginebra de la Cruz de Roja (1894) y fundó la Sociedad Venezolana de la Cruz Roja que fue inaugurada el 5 de febrero de 1895.
Murió en su casa de Dorchester on Thames a causa de las lesiones recibidas en un accidente en su globo Shropshire.

## Trayectoria humanitaria
- Desde 1883 asumió un papel en el gobierno local como miembro de la Junta de Asilos Metropolitanos desde 1883.
- Reanudó su labor humanitaria durante la expedición a Sudán y la guerra serbo-búlgara de 1885.
- Colaborador en la creación de las delegaciones de Cruz Roja en Brasil y Argentina.
- Primer presidente de Cruz Roja de Venezuela, fundada el 30 de enero de 1895.

## Obras
Publicó varios libros, entre ellos:
- En 1883, River Pollution (en español, Contaminación del río)
- id, Floating Hospitals for Infectious Cases (en español, Hospitales flotantes para casos infecciosos)
- En 1884, Ambulance Organisation of the Metropolis during Epidemics (Organización de ambulancias de la metrópoli durante las epidemias).
- En 1893, Hospital and Ambulance Organisation of the Metropolitan Asylums Board (en español, Organización de Hospitales y Ambulancias de la Junta de Asilos Metropolitanos)

## Premios y reconocimientos
Barrington recibió numerosos reconocimientos en medallas y órdenes de diversos países por servicios prestados en los hechos bélicos.
- El 12 de mayo de 1886 recibe el título de Sir de manos de la Reina Victoria de Inglaterra, por sus valiosos servicios prestados a sus semejantes.
- En 1985, Venezuela le fue otorgada la Condecoración Busto de Bolívar.